# He Kexin
He Kexin (chiń. 何可欣; pinyin Hé Kěxīn; ur. 1 stycznia 1992 w Pekinie) — chińska gimnastyczka, dwukrotna złota medalistka olimpijska z Pekinu, mistrzyni świata.

## Sukcesy
| Rok  | Zawody               | Miasto    | Miejsce | Konkurencja            | Punktacja |
| ---- | -------------------- | --------- | ------- | ---------------------- | --------- |
| 2008 | Igrzyska olimpijskie | Pekin     | 1       | Wielobój drużynowo     | 188.900   |
| 2008 | Igrzyska olimpijskie | Pekin     | 1       | Ćwiczenia na poręczach | 16.725    |
| 2009 | Mistrzostwa świata   | Londyn    | 1       | Ćwiczenia na poręczy   | 16.000    |
| 2010 | Mistrzostwa świata   | Rotterdam | 3.      | Wielobój drużynowo     | 174.781   |
| 2012 | Igrzyska olimpijskie | Londyn    | 4.      | Wielobój drużynowo     | 174.430   |
| 2012 | Igrzyska olimpijskie | Londyn    | 2.      | Ćwiczenia na poręczach | 15.933    |